# Fabian von Steinheil
Il conte Fabian Gotthard von Steinheil (in russo Фаддей Фёдорович Штейнгель?, Faddei Fjodorovitš Šteingel) (Hapsal, 1762 – Helsinki, 23 febbraio 1831) è stato un generale russo, ufficiale dell'esercito imperiale russo e Governatore della Finlandia tra il 1810 ed il 1824.

## Biografia
Steinheil nacque a Hapsal, Governatorato dell'Estonia. La famiglia del padre proveniva dalla regione dell'Alto Reno in Germania (dove erano borghesi ed ufficiali delle loro città natali), mentre la madre proveniva da un ramo cadetto dell'antica casata baltica di Tiesenhausen, figlia del nobile Fromhold Fabian Tiesenhausen, lord di Orina in Estonia. Lo zio ed il padre di Stenheil avevano ricevuto il titolo di barone dalle autorità imperiali.
Fabian von Steinheil divenne tenente dell'esercito imperiale russo nel 1782. Prese parte alla guerra di Finlandia nel 1788, e nel 1791-92 lavorò alla costruzione di fortificazioni in Vecchia Finlandia, dopodiché si dedicò alla cartografia militare.
Divenne maggior generale nel 1789, e partecipò alle campagne di Prussia del 1806-1807 e di Polonia del 1805-1807. Divenne tenente generale nel 1807 e comandò le truppe russe sulle isole Åland nel 1809, nel corso della guerra di Finlandia.
Nel 1810 fu nominato Governatore della Finlandia, succedendo al principe Michael Andreas Barclay de Tolly. Era ben visto dalla popolazione finnica, e fu insignito del titolo di conte nel 1812. Nel 1813 partecipò alla guerra contro Napoleone Bonaparte come comandante di un esercito in Curlandia e Livonia, e cedette il ruolo di governatore all'influente conte Gustaf Mauritz Armfelt. A causa della fragile salute di Armfelt, Steinheil riprese dopo poco tempo il ruolo di governatore e lo mantenne fino al 1824, per poi essere rimpiazzato dal conte Arseniy Zakrevskiy.
Rimase in Finlandia, a Helsinki, dove morì nel 1831.

## Mineralogia
Steinheil è noto in campo mineralogico per aver attribuito nel 1814 il nome all'anfibolo pargasite in riferimento alla località finlandese di Pargas. Sempre nel 1814 il nome del minerale steinheilite è stato attribuito in suo onore da Johan Gadolin.